# Werner Bickel
Werner Bickel is een Duits autocoureur. Hij schreef zich in 1970 eenmaal in voor een Formule 1-race, de Grand Prix van Spanje van dat jaar voor het team BRM, maar hij was uiteindelijk niet aanwezig op het Circuito Permanente Del Jarama, waar de race gehouden werd, en startte dus niet.